# Otomantis rendalli
Otomantis rendalli es una especie de mantis de la familia Hymenopodidae.

## Distribución geográfica
Se encuentra en Zambia.